# YxineFF 2011
YxineFF 2011 là Liên hoan phim trực tuyến quốc tế dành cho phim ngắn lần thứ 2, được tổ chức tại Diễn đàn điện ảnh Yxine.com, do doanh nhân Marcus Mạnh Cường Vũ sáng lập. YxineFF 2011 được một số tờ báo Việt Nam đánh giá là một trong những sự kiện văn hóa nổi bật năm 2011.

## Chủ đề YxineFF 2011
Chủ đề YxineFF 2011 là "Niềm tin".
Marcus Mạnh Cường Vũ, người sáng lập kiêm chủ tịch hội đồng tuyển phim YxineFF chia sẻ về chủ đề: "Chúng ta đang sống trong một thời kỳ mà sự khủng hoảng về niềm tin đang là một vấn đề lớn của mỗi cá nhân. Và vì thiếu niềm tin, nên còn nhiều điều ngang trái trong xã hội, mất cân bằng về sinh thái, ảnh hưởng đến sự phát triển và tồn vong của loài người cũng như thiên nhiên. Đó là lý do chính để chúng tôi quyết định chọn lựa Niềm tin làm chủ đề của YxineFF 2011, đồng thời khuyến khích các nhà làm phim tài liệu thể hiện những suy nghĩ của họ về phát triển bền vững" 

## Hành trình YxineFF 2011
- Lễ khởi động: được tổ chức ngày 29 tháng 5 cùng lúc tại 3 địa điểm là Thành phố Hồ Chí Minh, Đà Nẵng và Hà Nội. Tại buổi khởi động ở Thành phố Hồ Chí Minh, có sự tham dự đặc biệt của đạo diễn Phillip Noyce. Đến dự tại sự kiện Hà Nội có đại diện Ban giám khảo là đạo diễn Bùi Thạc Chuyên và tại Đà Nẵng có sự tham dự của vợ chồng đạo diễn Phạm Việt Thanh- Nghệ sĩ Nhân dân Lê Khanh.[4]
- Thời gian nhận phim: từ 29 tháng 5 đến 15 tháng 9 năm 2011.
- Lẽ khai mạc: diễn ra ngày 01 tháng 10 tại Paris, Hà Nội và Thành phố Hồ Chí Minh.
- Thời gian diễn ra Liên hoan phim: từ 01 tháng 10 đến 12 tháng 12 năm 2012.[5]
- Lễ trao giải: tổ chức ngày 12 tháng 12 năm 2012 tại cụm rạp MegaStar Cineplex,Thành phố Hồ Chí Minh.
- Số lượng phim tham gia: hơn 150 phim đăng ký
- Số lượng phim trình chiếu: 120 phim (gồm 23 phim Tranh giải, 23 phim Toàn cảnh và 76 phim Cận cảnh cũng như phim Khai mạc và Bế mạc)[6]

Với tổng cộng hơn 150 bộ phim được gửi tới, YxineFF 2011 đã phát triển so với năm trước không chỉ về số lượng (tăng 25% so với YxineFF 2010: 120 phim đăng ký) mà còn về chất lượng khi Ban tổ chức đã chọn ra được khoảng 120 phim để trình chiếu trong chương trình của năm (tăng 120% so với YxineFF 2010: 54 phim trình chiếu).
Ngoài các đạo diễn người Việt và gốc Việt, YxineFF 2011 còn nhận được phim của các đạo diễn Campuchia (7 phim), Philippines (6 phim), Lào (5 phim), Malaysia (4 phim), Indonesia (4 phim), Singapore (4 phim), Thái Lan (3 phim)...

## Ban giám khảo YxineFF 2011
Ban giám khảo của YxineFF là những người quyết định cho các giải thưởng quan trọng của YxineFF gồm: Phim (Trái Tim Vàng), Đạo diễn, Kịch bản, Quay phim, Dựng phim, Diễn viên  từ hạng mục Tranh giải.
- Đạo diễn Bùi Thạc Chuyên - Trưởng ban giám khảo

Với bộ phim tốt nghiệp Cuốc xe đêm (2000) cho ngành đạo diễn Trường Đại học Sân khấu và Điện ảnh Hà Nội, Bùi Thạc Chuyên đã từng giành giải Ba của mục Cinéfoundation tại Liên hoan phim Cannes 2000 và là đạo diễn Việt Nam đầu tiên được trao một giải thưởng tại LHP quan trọng nhất thế giới Cannes. Anh tham gia tạo dựng thư viện phim và trung tâm hỗ trợ tài năng điện ảnh trẻ tại Hà Nội. Sau bộ phim đầu tay Sống trong sợ hãi (2006) gây tiếng vang lớn, Bùi Thạc Chuyên được trao giải thưởng FIPRESCI cho Chơi vơi (2009) tại mục Orizzonti của Liên hoan phim Venice 2009. Bộ phim thứ ba của anh Lời nguyền huyết ngải (2011) vừa ra mắt vào dịp Tết nguyên đán 2011 vừa qua và nhận được nhiều phản ứng tích cực từ công chúng cũng như từ các nhà phê bình.
- Diễn viên Hồng Ánh

Vai diễn đầu tiên của Hồng Ánh là một vai nhỏ trong bộ phim truyền hình nổi tiếng Người đẹp Tây Đô (1995). Trong suốt 15 năm sau đó, Hồng Ánh đã ghi được dấu ấn trong lòng khán giả qua những vai diễn thành công trong Đời cát (1999), Thung lũng hoang vắng (2001), Người đàn bà mộng du (2003), Trái tim bé bỏng (2007). Đặc biệt, vai diễn chính trong Trăng nơi đáy giếng (2008) đã mang tới cho Hồng Ánh giải thưởng Diễn viên xuất sắc tại Liên hoan phim Quốc tế Dubai 2008. Hồng Ánh vừa tái ngộ khán giả với vai chính trong Tâm hồn mẹ (2011) ra mắt vào cuối năm 2011 vừa qua. Hiện nay, ngoài việc đóng phim, Hồng Ánh còn tham gia diễn kịch nói thường xuyên tại Sài Gòn, làm nhà sản xuất phim ngắn trong vai trò giám đốc hãng Blue Productions và bước đầu thử sức với vai trò đạo diễn phim truyền hình.
- Nhà quay phim Nguyễn Nam

Nguyễn Nam tốt nghiệp khóa quay phim của trường Cao đẳng Nghệ thuật sân khấu Thành phố Hồ Chí Minh năm 1999, cùng thời với K'Linh, Lâm Minh Triết (khoa quay phim) và Vũ Ngọc Đãng, Nguyễn Quang Dũng (khoa đạo diễn). Anh từng cầm máy cho cho nhiều bộ phim điện ảnh khá nổi gần đây như "Đẹp từng cen-ti-mét", "Những nụ hôn rực rỡ", "Hotboy nổi loạn...". Anh cũng vừa nhận giải Bông sen Vàng Quay phim xuất sắc nhất tại Liên hoan Phim Việt Nam lần thứ 17.
- Nhà sản xuất Jenni Trang Lê

Sinh tại Houston nhưng lớn lên tại Los Angeles, Jenni Trang Lê hoàn thành bậc cử nhân ngành Nhân loại học tại UCLA và bắt đầu làm việc với tư cách người quản lý biểu diễn cho Vân Sơn Entertainment. Sau đó, cô chuyển sang lĩnh vực điện ảnh, đảm nhận vị trí trợ lý đạo diễn hay sản xuất cho các bộ phim Dòng máu anh hùng (2007), Cú và chim se sẻ (2007), Bẫy rồng (2009), Bi, đừng sợ! (2010), Giao lộ định mệnh (2010), Cô dâu đại chiến (2011), Khát vọng Thăng Long (2011) và gần đây nhất là làm đồng sản xuất kiêm trợ lý đạo diễn cho Long ruồi (2011). Oh Mommy! (2007) là tác phẩm phim ngắn đầu tay của cô với tư cách đạo diễn và từng được trình chiếu tại YxineFF 2010.
- Nhà văn/Bloger Nguyễn Trương Quý

Nguyễn Trương Quý sinh năm 1977 tại Hà Nội. Tốt nghiệp Trường Đại học Kiến trúc Hà Nội. Hiện là Biên tập viên Nhà xuất bản Trẻ. Đã xuất bản: Tự nhiên như người Hà Nội (2004); Ăn phở rất khó thấy ngon (2008); Hà Nội là Hà Nội (2010). Anh cũng là người dịch cuốn Rock Hà Nội và Rumba Cửu Long – câu chuyện âm nhạc Việt Nam của Jason Gibbs (2008), Chuyến tàu mang tên Dục vọng của Tennesse Williams (2011) và một số sách khác. Xe máy tiếu ngạo là tập tản văn mới nhất của anh ra mắt năm 2012.

## Cơ cấu giải thưởng YxineFF 2011
- Giải của Ban Giám khảo
  - Giải Trái tim vàng: Phim hoạt hình Dưới bóng cây của Đoàn Trần Anh Tuấn và nhóm Colory.

Nhận xét của Ban giám khảo:
Làm phim hoạt hình cực kỳ khó, bởi người làm phim gần như phải sáng tạo ra tất cả mà không thể nương dựa vào một yếu tố tự nhiên nào như bối cảnh đẹp hay diễn viên xinh. Làm phim hoạt hình đối với các bạn trẻ, đặc biệt ở Việt Nam, còn khó khăn hơn nữa. Dưới bóng cây thực sự xuất sắc khi đã vượt lên được sự ngô nghê thường gặp, mang tới cho khán giả cảm xúc. Điều này có được đặc biệt nhờ cách xây dựng nhân vật đầy thông minh, cá tính kết hợp với kịch bản, diễn xuất, dựng phim, âm nhạc, lồng tiếng,... mang đậm dấu ấn chuyên nghiệp. Hơn nữa, bộ phim phản ánh rất rõ nét chủ đề Niềm tin của YxineFF năm nay.
Giải thưởng Trái Tim Vàng bao gồm: một tượng giải thưởng, một giấy chứng nhận, 20 triệu đồng dành cho việc làm bộ phim ngắn tiếp theo hoặc phát triển kịch bản phim dài, bộ ba cuốn sách mới nhất của Tủ sách điện ảnh.
Đồng thời, tác giả đoạt giải Trái Tim Vàng được Wallpaper Post Asia trao một credit trị giá 5.000 đô la Mỹ cho công tác hậu kỳ phim, trong đó tác giả là đạo diễn, nhà sản xuất hoặc giám đốc hình ảnh, có giá trị thực hiện tại văn phòng Hà Nội của công ty.
Giải Trái Tim Vàng được tài trợ bởi công ty Blue Productions.
- - Giải Đạo diễn xuất sắc nhất: Đoàn Trần Anh Tuấn (Thành phố Hồ Chí Minh, Việt Nam) với bộ phim Dưới bóng cây (2011).

Nhận xét của Ban giám khảo:
Trong phim Dưới bóng cây, xử lý chuyển động của hình ảnh và nhân vật thông minh chính xác, diễn xuất, cắt cảnh kết hợp uyển chuyển với tạo hình nhân vật, âm nhạc và màu sắc đã tạo nên một bộ phim ngắn thú vị và hài hước. Điều này phụ thuộc chủ yếu vào công tác đạo diễn rất tuyệt vời của bộ phim.
Giải đạo diễn xuất sắc nhất được tài trợ bởi VietCom Film.
- - Giải Kịch bản xuất sắc nhất: Trang Nghiêm (Praha, Cộng hòa Séc) với bộ phim Un Interrogatoire (2011) (Một cuộc thẩm vấn)[15]

Nhận xét của Ban giám khảo:
Bộ phim Un Interrogatoire có cách thể hiện chững chạc, hiện đại và tiết chế cảm xúc bề mặt, không sa vào triết lý đạo đức hay minh họa ý tưởng. Đặc sắc nhất là người xem tiếp nhận được nội dung qua ngôn ngữ của điện ảnh, nhờ vào chất liệu văn học của kịch bản rất chắc tay. Cuối cùng, bộ phim đáng biểu dương vì sự giản dị trong việc biết làm sáng lên những câu chuyện rất bình thường nhưng phát lộ những bất ngờ của đời sống.
Giải kịch bản xuất sắc nhất được tài trợ bởi Blue Productions.
- - Giải Quay phim xuất sắc nhất cho Andy Nguyễn (New York, Hoa Kỳ) với bộ phim The Man Who Was There (2009) (Người đàn ông ở đó)

Nhận xét của Ban giám khảo:
Bộ phim The Man Who Was There có cách thể hiện hình ảnh đơn giản, không màu mè nhưng rất đời sống, tạo nên không khí thật chứ không phải cảm giác dàn dựng. Bố cục bộ phim không quá cầu kỳ về cỡ cảnh nhưng vẫn chuyển tải tốt không khí và nội dung.
Giải Quay phim xuất sắc nhất được tài trợ bởi Blue Productions.
- - Giải Dựng phim xuất sắc nhất cho Dominik Krutský (Praha, Cộng hòa Séc) với bộ phim Un Interrogatoire (2011) (Một cuộc thẩm vấn)

Nhận xét của Ban giám khảo:
Un Interrogatoire chọn cách kể rất thách thức là đan xen giữa hiện tại và hồi ức, nhưng bản dựng rất chắc chắn đã khiến cho bộ phim không thừa, không thiếu và diễn tả được mạch phim đầy tinh tế, điều khiển được mạch cảm xúc của người xem như đồng điệu với tác giả.
Giải Dựng phim xuất sắc nhất được tài trợ bởi Blue Productions.
- - Giải Diễn viên xuất sắc nhất cho Trương Quế Chi (Paris, Pháp) với vai diễn trong phim Un Interrogatoire (2011) (Một cuộc thẩm vấn)

Nhận xét của Ban giám khảo:
Diễn xuất của Trương Quế Chi tinh tế, tự nhiên, nhẹ nhàng, không lên gân, lôi cuốn người xem theo dõi diễn biến tâm lý của nhân vật, của câu chuyện và để lại một cái kết nhiều cảm xúc.
Giải Diễn viên xuất sắc nhất được tài trợ bởi Blue Productions.
- Giải Khán giả bình trọn

Giải Trái Tim Hồng (Red Heart) cho bộ phim Dưới bóng cây (2011) (Under the Tree's Shadow) của Đoàn Trần Anh Tuấn và nhóm Colory (TP. Hồ Chí Minh, Việt Nam)
Giải thưởng Trái Tim Hồng bao gồm: một tượng giải thưởng, một giấy chứng nhận, 20 triệu đồng dành cho việc làm bộ phim ngắn tiếp theo hoặc phát triển kịch bản phim dài, bộ ba cuốn sách mới nhất của Tủ sách điện ảnh.
Giải thưởng Trái Tim Hồng được tài trợ bởi MegaStar Cineplexes.
- Giải Đặc biệt [18]
  - Giải Trái Tim Trẻ (New Heart) dành cho ý tưởng sáng tạo mới lạ cho bộ phim Thợ hồ (2011) (Masons) của Hồ Văn Hòa (Hà Nội, Việt Nam)

Giải thưởng Trái Tim Trẻ bao gồm: một tượng giải thưởng, một giấy chứng nhận, 10 triệu đồng, bộ ba cuốn sách mới nhất của Tủ sách điện ảnh.
Giải thưởng Trái Tim Trẻ được tài trợ bởi Lê Quý Dương.
- - Giải Trái Tim Xanh (Green Heart) dành cho bộ phim tài liệu hay nhất về Phát triển bền vững cho bộ phim Đất đai thuộc về ai (2010) Who Owns the Land? của Đoàn Hồng Lê (Đà Nẵng, Việt Nam)

Giải thưởng Trái Tim Xanh bao gồm: một tượng giải thưởng, một giấy chứng nhận, 10 triệu đồng, bộ ba cuốn sách mới nhất của Tủ sách điện ảnh.
Giải thưởng Trái Tim Xanh được tài trợ bởi EcoAid by Manfred Krautter.
- - Giải Trái Tim Lửa (Fire Heart cho bộ phim Chở đá đi chơi (2011) (Go Playing with Ice) của Trần Ngọc Sáng (Thành phố Hồ Chí Minh, Việt Nam).

Giải thưởng Trái Tim Lửa gồm một tượng giải thưởng, một giấy chứng nhận, một bộ ba cuốn sách của Nhà xuất bản Trẻ, một credit trị giá 30 triệu đồng cho việc thuê thiết bị làm phim của HK Film, trong đó tác giả là đạo diễn, nhà sản xuất hoặc giám đốc hình ảnh, có giá trị sử dụng trong vòng một năm.
- - Giải Trái Tim Pha Lê (Crystal Heart) cho bộ phim Hồ nước (2010) (The Lake) của Đào Đức Hải (Hà Nội, Việt Nam).

Giải thưởng Trái Tim Pha Lê gồm một tượng giải thưởng, một giấy chứng nhận, một bộ ba cuốn sách của Nhà xuất bản Trẻ, một credit trị giá 3.000 đô la Mỹ cho công tác hậu kỳ phim, trong đó tác giả là đạo diễn, nhà sản xuất hoặc giám đốc hình ảnh, có giá trị thực hiện tại văn phòng Hà Nội của công ty.
- - Giải đặc biệt cho những đóng góp về nhạc phim dành cho Trần Hữu Tuấn Bách với Aether (2011) (Thinh không).

Giải thưởng gồm một giấy chứng nhận giải thưởng và một bộ ba cuốn sách mới nhất của Tủ sách điện ảnh.

## Đánh giá
YxineFF 2011 đã thu hút 2 triệu lượt người xem trực tuyến phản ánh tính chất chia sẻ và toàn cầu của tiệc phim.
YxineFF 2011 thu hút được sự quan tâm của báo chí, đặc biệt có những tờ báo đã theo sát hành trình của YxineFF 2011. Vd: Báo Tuổi Trẻ Thành phố Hồ Chí Minh có bài giới thiệu phim chiếu trên YxineFF hàng tuần, VNExpress có bài chọn danh sách 10 phim nổi bật nhất YxineFF 2011.
Những bộ phim xuất sắc nhất của YxineFF 2011 đã được công chiếu tại Paris (Pháp), Los Angeles (Hoa Kỳ) , Barcelona (Tây Ban Nha) và nhận được những phản ứng tích cực.
Nhìn chung YxineFF 2011 được đánh giá thành công trọn vẹn. Báo Nhân Đạo Đời Sống liệt kê YxineFF 2011 vào một trong những sự kiện văn hóa nổi bật nhất năm 2011 của Việt Nam.